# NGC 5833
NGC 5833 este o galaxie spirală situată în constelația Pasărea Paradisului. A fost descoperită în 4 aprilie 1835 de către John Herschel. Se află la o distanță de 33,73 de megaparseci de Pământ.